# یاسمین کوزان‌اوغلو
یاسمین کوزان‌اوغلو (انگلیسی: Yasemin Kozanoğlu؛ زادهٔ ۷ ژوئیهٔ ۱۹۷۸) بازیگر و مدل اهل ترکیه است.